# České století
České století (tradução livre para português: Século Checo) é uma série histórica de nove episódios, transmitida pela emissora de televisão checa Česka Televize. A série aborda os antecedentes de eventos históricos importantes na história checa, desde a Primeira Guerra Mundial até a dissolução da Checoslováquia. Segundo os criadores, não se trata de uma série puramente documental, mas sim de uma série de filmes "expondo o tabu dos principais acontecimentos da nossa história moderna". Em particular, a série estuda a psicologia e as motivações mentais de atores individuais de eventos históricos nos momentos em que essas personalidades estavam cientes de que sua decisão afetaria não apenas seus entes queridos, mas toda a nação.

## Elenco
- Martin Huba como Tomáš Masaryk
- Daniela Kolářová como Charlotte Garrigue
- Jiří Bábek como Jan Masaryk
- Ivana Uhlířová como Olga Masaryková
- Martin Finger and Jan Novotný como Edvard Beneš
- Monika Fingerová como Hana Benešová
- Jaromír Janeček como Jan Herben
- Jan Grygar como Přemysl Šámal
- Mário Kubec como Karel Kramář
- Igor Bareš como František Thun
- Pavel Rímský como Robert Cecil
- Miroslav Donutil como David Lloyd George
- Ivo Novák como Henry Wickham Steed
- Jaromír Nosek como Robert William Seton-Watson
- Radim Novák como Jaromír Smutný
- Daniel Landa como Emanuel Moravec
- Karel Dobrý como Lev Prchala
- Luboš Veselý como Vojtěch Luža
- Miloslav Mejzlík como Ludvík Krejčí
- Pavel Batěk como Karel Paleček
- David Suchařípa como Silvestr Bláha
- Miro Grisa como Karel Husárek
- Martin Stránský como Sergej Vojcechovský
- Robert Jašków como Jan Syrový
- Ivan Trojan como František Moravec
- Aleš Procházka como Sergěj Ingr
- Michal Dlouhý como Emil Strankmüller
- Andreas Kaulfuss como Eugen de Witte
- Hartmut Krug como Wenzel Jaksch
- Richard Syms como Winston Churchill
- Marian Roden como Hubert Ripka
- Jiří Vyorálek como Klement Gottwald
- Rita Jasinská como Marta Gottwaldová
- Radek Holub como Alexej Čepička
- Jaromír Dulava como Antonín Zápotocký
- David Novotný como Rudolf Slánský
- Jan Budař como Václav Kopecký
- Jiří Štrébl como Václav Nosek
- Jiří Havel como Jan Šrámek
- Jiří Čapka como Adolf Procházka
- Miroslav Babuský como Jan Jína
- Vilém Udatný como Ivo Ducháček
- Martin Veliký como Július Ďuriš
- Václav Knop como Jaroslav Stránský
- Matěj Dadák como Prokop Drtina
- Hanuš Bor como Petr Zenkl
- Peter Varga como Julius Firt
- Karel Zima como Bohumil Laušman
- Matúš Bukovčan como Štefan Kočvara
- Tomáš Kraucher como Vladimír Krajina
- Jan Holík como František Hála
- Petra Jungmanová como Milada Horáková
- Vladimír Koval como Valerian Alexandrovič Zorin
- Zdeněk Bureš como Antonín Novotný
- Andrej Bestchastny como Anastas Mikojan
- Emil Horváth como Ludvík Svoboda
- Ján Gallovič and Alois Švehlík como Alexander Dubček
- Peter Marcin como Vasil Biľak
- Oleksandr Ignatuša como Leonid Brezhnev
- Alexander Podolkhov como Alexei Kosygin
- Ján Greššo como Gustáv Husák
- Jiří Zapletal ml. como Josef Smrkovský
- Jan Vondráček como Oldřich Černík
- Zdeněk Černín como František Kriegel
- Petr Halberstadt como Zdeněk Mlynář
- Marek Daniel como Václav Havel
- Tereza Hofová como Olga Havlová
- David Matásek como Pavel Kohout
- Jan Hájek como Ivan Martin Jirous
- František Němec como Jan Patočka
- Petr Vacek como František Šmejkal
- Martin Myšička como Jiří Němec
- Miroslav Táborský como Jiří Hájek
- Michal Pavlata como Václav Černý
- Petr Batěk como Petr Uhl
- Jiří Lábus como Ladislav Adamec
- Roman Luknár como Marián Čalfa
- Oldřich Kaiser como Oskar Krejčí
- Václav Jiráček como Václav Malý
- Jan Krafta como Vladimír Hanzel
- Jan Sklenář como Alexandr Vondra
- Miroslav Hanuš como Petr Pithart
- Daniel Rous como Jiří Křižan
- Matej Landl como Ján Čarnogurský
- Martin Janouš como Jan Stráský
- Martin Dejdar como Miroslav Macek
- Jaroslav Plesl como Václav Klaus
- Marek Ťapák como Vladimír Mečiar
- Bohumil Klepl como Tomáš Ježek
- Petr Pelzer como Pavel Tigrid

## Episódios
| # | Título                            | Guionista(s)                   | Realizador(es)  | Transmissão original   | Espetadores |
| --- | --------------------------------- | ------------------------------ | --------------- | ---------------------- | ----------- |
| |                                   |                                |                 |                        |             |
| 1 | Veliké bourání (1918)             | Pavel Kosatík                  | Robert Sedláček | 27 de outubro de 2013  | 630 000     |
| O episódio, que tem a Primeira Guerra Mundial como pano de fundo, é dedicada à jornada de Tomáš Masaryk ao exílio e aos seus esforços para convencer os políticos franceses e britânicos a reconhecerem a independência da Checoslováquia como um dos objetivos da guerra contra a Tríplice Aliança. |                                   |                                |                 |                        |             |
| |                                   |                                |                 |                        |             |
| 2 | Den po Mnichovu (1938)            | Pavel Kosatík, Robert Sedláček | Robert Sedláček | 3 de novembro de 2013  | 752 000     |
| Com pano de fundo o período entre 21 de setembro e 5 de outubro de 1938, é dedicada ao conflito entre o Presidente Edvard Beneš e representantes do exército (principalmente Emanuel Moravec) durante o chamado Governo de Defesa da República e mobilização geral, que termina com a renúncia do presidente após a renúncia dos guardas de fronteira de acordo com o Acordo de Munique. |                                   |                                |                 |                        |             |
| |                                   |                                |                 |                        |             |
| 3 | Kulka pro Heydricha (1941)        | Pavel Kosatík                  | Robert Sedláček | 10 de novembro de 2013 | 686 000     |
| Episódio dedicado a dois problemas principais resolvidos pelo exílio checoslovaco em Londres: a relação entre checos e alemães (representada pelo conflito entre Edvard Beneš e Wenzel Jaksch sobre a forma de coexistência checo-alemã na Checoslováquia do pós-guerra) e a ligação de resistência externa e interna (a pessoa principal aqui é o general František Moravec, que em última instância decide sobre a Operação Antropoide). A conclusão é então dedicada ao discurso de Beneš de fevereiro de 1945, no qual descreve o plano de deportação. |                                   |                                |                 |                        |             |
| |                                   |                                |                 |                        |             |
| 4 | Všechnu moc lidu Stalinovi (1948) | Pavel Kosatík, Robert Sedláček | Robert Sedláček | 17 de novembro de 2013 | 534 000     |
| Episódio dedicado ao Golpe de Praga, à renúncia dos ministros não-comunistas apresentados ao primeiro-ministro Gottwald e a aceitação por Beneš da solução proposta por Klement Gottwald para o político. A crise sob a pressão das ruas e a tomada do país por Gottwald e pelo Partido Comunista. O episódio mostra claramente a fraqueza das forças democráticas, que está enraizada no próprio estabelecimento da Frente Nacional, que condena ao ostracismo e, consequentemente, proíbe a oposição. Em tal situação, basta que um partido tenha ministérios-chave, ou nomeie pessoas leais para eles, e controlará todo o estado. |                                   |                                |                 |                        |             |
| |                                   |                                |                 |                        |             |
| 5 | Zabíjení soudruha (1951)          | Pavel Kosatík                  | Robert Sedláček | 24 de novembro de 2013 | 663 000     |
| Episódio passado entre 27 de junho de 1950 (execução de Milada Horáková) e 5 de dezembro de 1952 (execução de Rudolf Slánský). Descreve a atmosfera de medo que afetou não só a oposição política, mas também os membros da liderança máxima do Partido Comunista, onde ninguém confia em ninguém. Apenas os componentes do StB e os conselheiros soviéticos, representando Estaline, têm poder absoluto. Como resultado, o partido e o Estado não são geridos por Gottwald, mas por conselheiros soviéticos, StB e membros do partido mais ligados ao Comité Central do PCUS (A. Čepička, V. Kopecký). Broken Gottwald executa Slánský e acaba em um desastre humano indefeso. |                                   |                                |                 |                        |             |
| |                                   |                                |                 |                        |             |
| 6 | Musíme se dohodnout (1968)        | Pavel Kosatík                  | Robert Sedláček | 16 de novembro de 2014 | 350 000     |
| Ambientada na Invasão da Checoslováquia, mais concretamente entre 20 e 26 de agosto de 1968, aborda a ocupação do país pelas tropas do Pacto de Varsóvia e a assinatura do Protocolo de Moscovo por quase todos os membros da delegação checoslovaca sequestrada chefiada pelo então Primeiro Secretário da Comité Central do Partido Comunista da República Checa, Alexander Dubček, e o Presidente Ludvík Svoboda, com uma exceção na pessoa de František Kriegel. O episódio descreve a mudança de atitude dos principais atores (Svoboda, Dubček) e a vitória das forças oportunistas (Gustáv Husák) e conservadoras (Vasil Biľak, Indra) no partido, os chamados tankies. |                                   |                                |                 |                        |             |
| |                                   |                                |                 |                        |             |
| 7 | Je to jen rokenrol (1976)         | Pavel Kosatík                  | Robert Sedláček | 23 de novembro de 2014 | 389 000     |
| O episódio, ambientada no período de janeiro a dezembro de 1976, é dedicada ao envolvimento do então dramaturgo Václav Havel em nome de Ivan "Magor" Jirous e do grupo Plastic People durante o seu conflito com o poder estatal. O apoio aos detidos, tanto do público como de personalidades proeminentes (o político František Kriegel, e o filósofo Jiří Němec) inspirou Václav Havel e Pavel Kohout a escrever um manifesto que chamaria a atenção para o incumprimento dos direitos humanos na Checoslováquia, embora a Checoslováquia se tenha comprometido com isto ao assinarem os Acordos de Helsínquia, em 1975. O manifesto foi então denominado Carta 77. |                                   |                                |                 |                        |             |
| |                                   |                                |                 |                        |             |
| 8 | Poslední hurá (1989)              | Pavel Kosatík                  | Robert Sedláček | 30 de novembro de 2014 | 404 000     |
| Com a Revolução de Veludo como pano de fundo, o episódio acontece entre 21 de novembro (primeira reunião oficial de representantes do Fórum Cívico com o primeiro-ministro federal Ladislav Adamec) a 16 de dezembro de 1989 (primeiro discurso oficial de Václav Havel na televisão), descrevendo as negociações do Fórum Cívico com representantes do governo federal: primeiro, sem sucesso, com Adamec, que culminou com a sua demissão pública do cargo, e mais tarde com o pragmático Marián Čalfa. Também são descritos os acordos secretos entre Čalfa-Havel e Havel-Dubček sobre a resolução da questão checoeslovaca do preenchimento de altos cargos constitucionais (Primeiro-Ministro e Presidente da Federação Eslovaca, Presidente da República Checa) através da promoção do original, praticamente incompetente Assembleia Federal, incluindo o acordo segundo o qual, após as eleições de 1990, Havel entregaria o cargo de presidente a Alexander Dubček. |                                   |                                |                 |                        |             |
| |                                   |                                |                 |                        |             |
| 9 | Ať si jdou (1992)                 | Pavel Kosatík                  | Robert Sedláček | 7 de dezembro de 2014  | 366 000     |
| O episódio, passado entre 20 de novembro de 1989 e 26 de agosto de 1992, é dedicado às diferentes opiniões das partes Checa e Eslovaca da federação sobre o desenvolvimento pós-revolucionário, bem como aos diferentes temas políticos que dominaram no repúblicas individuais – privatização de cupões na República Checa e independência na República Eslovaca. |                                   |                                |                 |                        |             |
| |                                   |                                |                 |                        |             |

## Banda desenhada
Com base nos roteiros de Pavel Kosatík, também foi criada uma série de banda desenhada, baseada na série.
- Češi 1918 – Jak Masaryk vymyslel Československo (Como Masaryk inventou a Checoslováquia) – Nakladatelství Mladá fronta, Praga 2013, ISBN 978-80-204-3158-5
- Češi 1952 – Jak Gottwald zavraždil Slánského (Como Gottwald assassinou Slánský) – Nakladatelství Mladá fronta, Praga 2014, ISBN 978-80-204-2913-1
- Češi 1942 – Jak v Londýně vymysleli atentát na Heydricha (Como planejaram o assassinato de Heydrich em Londres) – Nakladatelství Mladá fronta, Praga 2014, ISBN 978-80-204-3389-3
- Češi 1992 – Jak Mečiar s Klausem rozdělili stát (Como Mečiar e Klaus dividiram o estado) – Nakladatelství Mladá fronta, Praga 2014, ISBN 978-80-204-3500-2
- Češi 1989 – Jak se stal Havel prezidentem (Como Havel se tornou presidente) – Nakladatelství Mladá fronta, Praga 2015, ISBN 978-80-204-3623-8
- Češi 1968 – Jak Dubček v Moskvě kapituloval (Como Dubček capitulou em Moscovo) – Mladá fronta, 2016, ISBN 978-80-204-3696-2
- Češi 1948 – Jak se KSČ chopila moci (Como o Partido Comunista tomou o poder) – Mladá fronta/Čská televize, 2016, ISBN 978-80-204-3728-0
- Češi 1977 – Jak z rok'n'rollu vznikla Charta (Como o rock'n'roll se tornou a Carta) – Mladá fronta/Česká televize 2016, ISBN 978-80-204-3390-9
- Češi 1938 – Jak Beneš ustoupil Hitlerovi (Como Beneš deu lugar a Hitler) – Mladá fronta/Česká televize 2016, ISBN 978-80-204-3388-6